# Rogelio López Cuenca
Rogelio López Cuenca (1959, Nerja) es un artista visual y poeta andaluz que inicia su trayectoria a comienzo de los años 80 como miembro fundador del colectivo Agustín Parejo School en Málaga. Desde entonces ha participado en numerosas exposiciones, tanto colectivas como individuales, y su obra puede encontrarse en museos y colecciones de diversos países.

## Biografía
Licenciado en Filosofía y Letras por la Universidad de Málaga en 1983, es doctor en Bellas Artes por la Universidad de Castilla-La Mancha en 2016 con una tesis titulada Yendo leyendo, dando lugar. De la práctica artística de la cartografía como conocimiento situado, dirigida por Juan Pablo Wert Ortega y Francisco Javier Díez de Baldeón García.

## Estética
El lenguaje, los medios de masas, las crisis migratorias, la memoria histórica y, de manera más general, las dinámicas del poder en la sociedad actual son algunas de las principales temáticas o focos de atención en los que López Cuenca se ha centrado. Su trabajo, de carácter interdisciplinar, se nutre de metodologías y procesos propios de las artes visuales, la literatura y las ciencias sociales.
A través de procesos de investigación-creación, a menudo explora las narrativas oficiales que configuran el marco hegemónico y sus contradicciones, las cuales pone en evidencia levantando cartografías alternativas y elaborando contrarrelatos desde una perspectiva crítica. El carácter abiertamente crítico de sus obras ha llevado a respuestas por parte del poder establecido que el artista ha definido como casos de censura, como por ejemplo la retirada de una serie de 24 señales encargadas para la Exposición Universal de Sevilla (1992).
En 2019 el Museo Nacional Centro de Arte Reina Sofía (Madrid) acogió la exposición Yendo leyendo, dando lugar, que incluía una amplia retrospectiva de obras creadas a lo largo de toda su trayectoria así como obras producidas de manera especial para dicha muestra. Recientemente ha expuesto también en el Museo Picasso de Barcelona, La Casa Invisible (Málaga), el Museo Nacional de Antropología (España) o el Instituto Valenciano de Arte Moderno, entre otros espacios, y ha colaborado habitualmente con la artista Elo Vega.

## Distinciones
- Premio Nacional de Artes Plásticas. Ministerio de Cultura y Deporte de España. 2022.
- Premio Andalucía de Artes Plásticas. Junta de Andalucía. 1992.

- Premio El Ojo Crítico – Artes Plásticas. Radio Nacional de España. 1992.